# Little Fish (film 2005)
Little Fish è un film del 2005 diretto da Rowan Woods.

## Trama
Tracy Heart conduce una vita apparentemente tranquilla e normale. La giovane donna vive ancora in casa con la madre e il fratello nella periferia di Sydney e lavora come commessa in una videoteca, ma in cuor suo lotta quotidianamente contro i suoi demoni. Eroinomane inveterata, Tracy ha infatti subito una forzata e spietata cura di disintossicazione da parte della madre la quale, da allora, la sorveglia a vista. E intanto la ragazza continua a confrontarsi con la droga, soprattutto quando incontra il celebre campione di football Lionel Dawson, che Tracy in passato riforniva di eroina.

## Produzione
Il film è stato girato a Sydney e in altre località del Nuovo Galles del Sud.

## Distribuzione
In Italia il film è uscito direttamente in DVD nel 2009, in televisione è stato trasmesso con il titolo Little Fish - Fuga dall'incubo.

## Riconoscimenti
- 2005 - AFI Awards
  - Miglior attore protagonista (Hugo Weaving)
  - Miglior attrice protagonista (Cate Blanchett)
  - Miglior attrice non protagonista (Noni Hazlehurst)
  - Miglior montaggio
  - Miglior suono
- 2005 - Film Critics Circle of Australia
  - Miglior attrice protagonista (Cate Blanchett)
  - Miglior attore non protagonista (Hugo Weaving)
  - Miglior attrice non protagonista (Noni Hazlehurst)